# Coelogorgia
Coelogorgia is een geslacht van koralen uit de familie van de Coelogorgiidae.

## Soort
- Coelogorgia palmosa Milne Edwards & Haime, 1857